# حزب سكان ماليزيا الأصليين المتحدين
حزب سكان ماليزيا الأصليين المتحدين (بالملايوية: Parti Pribumi Bersatu Malaysia)‏ هو حزب سياسي قومي في ماليزيا. يعد الحزب مكون رئيسي داخل ائتلاف التحالف الوطني وائتلاف الجبهة الوطنية، بعد انهيار الحكومة التي يقودها باكاتان.

## وصلات خارجية
- الموقع الرسمي
- حزب سكان ماليزيا الأصليين المتحدين  على فيسبوك.